# Концерт для фортепіано з оркестром № 2 (Прокоф'єв)
Концерт для фортепіано з оркестром № 2 соль мінор (Op. 16) Сергія Прокоф'єва написаний у 1913 році. 23 вересня того ж року був вперше виконаний автором у Паволвську. Присвячений пам'яті Максиміліана Шмідцова, консерваторського друга С. Прокоф'єва, що покінчив життя самогубством. Концерт вирізняється серед інших своїм драматизмом, перша частина включає довгу фортепіанну каденцію.
Концерт складається з 4-х частин:
1. Andantino-Allegretto (10–14 хв)
2. Scherzo: Vivace (2–3 хв)
3. Intermezzo: Allegro moderato (5–9 хв)
4. Allegro tempestoso (10–13 хв)